# Liră din Insulele Falkland
Lira din Insulele Falkland (engleză: Falkland Islands pound sau pe scurt pound) este unitatea monetară a insulelor Falkland, care fac parte de Teritoriile britanice de peste mări. Codul ISO 4217 oficial este FKP. Paritatea lirei din Insulele Falkland este fixată cu lira sterlină (1 FKP = 1 GBP).
Lira este unitatea monetară a insulelor Falkland din 1833. În timpul invadarei insulelor de către Argentina în 1982 peso argentinian a circulat.
Monede și bancnote de lira sterlină sunt acceptate pe Insulele Falkland.

## Numismatică

### Monede
Primele monedede ½, 1, 2, 5 și 10 pence au fost emise în 1974. înainte se foloseau doar monede de lira sterlină. Actual există monede de 1, 2, 5, 10, 20 și 50 pence și de 1 și 2 lire. Piesa de 50 pence a fost introdusă în 1980, piesa de 20 pence în 1982, piesa de £1 în 1987 și moneda de 2 lire în 2004. Piesa de ½ penny nu se mai folosește din 1987.
Piesele de 1 și 2 p sunt făcute de oțel cu un înveliș de cupru; piesele de 5, 10, 20 și 50 p de cupru-nichel, piesa de £1 de nichel-alamă și piesa de £2 este bimetalică (interirul de cupru-nichel și exteriorul de nichel-alamă).
Aversul pieselor poartă portretul Reginei Elisabeta a II-a și inscripția "QUEEN ELIZABETH THE SECOND". Reversul pieselor poartă inscripția "FALKLAND ISLANDS", valoarea nominală și o ilustrație:
- Piesa de 1p: un pinguin Pygoscelis papua
- Piesa de 2p: o gâscă Chloephaga picta
- Piesa de 5p: un Diomedeidae Thalassarche melanophrys
- Piesa de 10p: un Otariidae Otaria flavescens
- Piesa de 20p: o oaie domestică
- Piesa de 50p: un Canide Dusicyon australis
- Piesa de £1: stema insulelor Falkland
- Piesa de £2: harta insulelor Falkland

### Bancnote
Primele bancnote de 5 ș 10 șilingi și de 1 și 5 lire au fost emise de către guvernului de insulele Falkland între 1899 și 1901. 
Actual există bancnote de 5, 10, 20 și 50 lire. Bancnota de £10 a apărut în 1975. Bancnota de £20 a fost emisă 1984 și bancnota de £50 în 1990.